# كلود ماكيليلي
كلود ماكيليلي سيندا (بالفرنسية: Claude Makélélé Sinda)‏ (مواليد 18 فبراير 1973 في كنشاسا، زائير)، هو لاعب كرة قدم سابق فرنسي لعب في مركز الوسط الدفاعي، لعب مع نادي نانت، أولمبيك مارسيليا سلتا فيغو، ريال مدريد، ونادي تشيلسي يعمل الآن مساعدا للمدرب في نادي تشيلسي في الدوري الإنجليزي الممتاز. ماكليلي متزوج من عارضة الأزياء الفرنسية نويومي لو نوار، ولدين ابن وابنة. وقد صنف انه من أفضل لاعبى الارتكاز على الإطلاق.

## النشأة
ولد في كنشاسا عاصمة زائير ومعنى اسم مكاليلي (الضوضاء).انتقل إلى سافيغني لي تيمبل وهو أحد احياء باريس في سن الرابعة.
في سن الخامسة عشرة التحق بنادي U.S. Melun ولعب مع ليلان تورام وفي سن 16 التحق بنادي Brest-Armorique وهذا النادي يقع بعيد عن مدينته مماجعله بعيد عن عائلته الذي زاد من صعوبة الأمر عليه.
التحق في عام 1991 بنادي نانت الذي سرعان ما أصبح في فريقه الأول بعمر 18 سنة. ومع النادي استطاع ان يحقق أول القابه في 1995 عندما احرز نادي نانت بطولة الدوري الفرنسي والوصول إلى النصف النهائي في بطولة دوري أبطال أوروبا مما ساعده للانتقال إلى نادي أولمبيك مارسيليا

## الاحتراف
بعد موسم مع نادي مرسيليا تحول للاحتراف خارج فرنسا تحديداً إسبانيا ومع نادي سلتا فيغو الذي اكمل معه عامين. وفي عام 2000 انتقل إلى نادي ريال مدريد بمبلغ 14 مليون جنية استرليني.
مع ريال مدريد حقق الكثير من القاب. لقبين الدوري الإسباني، بطولة دوري أبطال أوروباكأس السوبر الإسباني وكاس السوبر الاوربية وكاس الانتركونينتال (الآن كاس العالم للاندية). سطع نجم ماكليلي كثيرا واصبح من أكثر اللاعبين فعالية بمركزة على مستوى العالم لكن مع تغييرات الكبيرة التي حصلت في النادي بإقالة فيسنتي ديل بوسكي المدير الفني للفريق وحضور نجوم جدد بمبالغ خيالية امثال زين الدين زيدان راؤول غونزاليس بيكهام ولويس فيغو طالب مكاليلي بزيادة بقيمة عقدة الأمر الذي قوبل بالرفض من إدارة النادي وعلى اثرها فضل الرحيل إلى نادي تشلسي الإنجليزي.

## تشلسي
وعلى عكس المتوقع استطاع ماكيليلي تقديم مستويات كبيرة مما زاد من شعبيته وبفترة قصيرة أصبح أحد اعمدة النادي وحقق الكثير من اللقاب مع تشلسي تحت إدارة أكثر من مدرب ورغم منافسة قوية مع فرانك لامبارد والجديد مايكل ايسيان. احرز مع تشلسي بطولة الدوري الإنجليزي مرتين وبطولة كأس رابطة الاندية الإنجليزية المحترفة مرتين ودرع الاتحاد الإنجليزي وكاس انجلترا كما استطاع الوصول لنهائي دوري الابطال الذي احرزه في النهاية نادي مانشستر يونايتد.
وفي عام 2008 قرر الرحيل إلى النادي الفرنسي باريس سان جيرمان واستمر فيه حتى اعتزاله عام 2011.

## مع منتخب فرنسا
قدم ماكليلي الكثير لمنتخب بلاده حيث شارك في دورة الألعاب الأولمبية عام 1996 كاس العالم 2002 وكاس أوروبا 2004 وفي سبتمبر 2004 قرر اعتزال اللعب الدولي ولاكنه تراجع عن قراره بعد ان كان المنتخب الفرنسي بعيد عن التاهل لكاس العالم 2006 وشجعه على ذلك عودة زميليه ليلان تورام وزين الدين زيدان وبالفعل عاد المنتخب بقوة وتاهل إلى كاس العالم 2006 واستطاع ان يصل إلى المباراة النهائية التي خسرها امام إيطاليا وبدورها كانت اخر مبارياته مع المنتخب.

## روابط خارجية
- كلود ماكيليلي على موقع الاتحاد الدولي (مؤرشف)  (الإنجليزية)
- كلود ماكيليلي على موقع الاتحاد الأوربي (الإنجليزية)
- كلود ماكيليلي على موقع قاعدة بيانات كرة القدم.إي يو (الإنجليزية)
- كلود ماكيليلي على موقع بيانات كرة القدم. دي إي (الألمانية)
- كلود ماكيليلي على موقع ليكيب (الفرنسية)
- كلود ماكيليلي على موقع ناشيونال فوتبول تيمز (الإنجليزية)
- كلود ماكيليلي على موقع Soccerbase.com (لاعب) (الإنجليزية)
- كلود ماكيليلي على موقع Soccerbase.com (مدرب) (الإنجليزية)
- كلود ماكيليلي على موقع Soccerway.com (الإنجليزية)
- كلود ماكيليلي على موقع عالم كرة القدم.نت (الإنجليزية)